# Riu Yalu
El riu Yalu forma la frontera entre la República de la Xina i Corea del Nord. S'eleva a 2.500 m d'altitud sobre el nivell del mar a la muntanya Paektu, a la serralada de Changbai, muntanyes Changbai i flueix d'uns 800 km passant les ciutats de Dandong (Xina) i Sinuiju (Corea del Nord), desembocant al Mar Groc. Les províncies limítrofes de la Xina són Jilin i Liaoning.
El riu té 790 quilòmetres de llarg i rep l'aigua de més de 30.000 km² de terra. Els afluents més importants són els rius Yalu Changjin (장진강, 长 津 江), Heochun (허천강, 虚 川江) i Tokro. El riu no és fàcil de navegar en la major part de la seva longitud perquè encara que la part més ampla fa uns 5 km la profunditat no és més gran de 3m i gran part del riu està molt sedimentat.

## Història
Al llarg de la conca del riu s'hi poden trobar moltes ex fortaleses de l'antic regne de Koguryŏ. L'antiga capital d'aquell regne es va situar al territori que actualment és la ciutat de mida mitjana de Ji'an.
Degut a la seva ubicació estratègica entre la Xina i Corea, el riu ha estat l'escenari de diverses batalles, entre elles:
- Batalla del riu Yalu (1894) - Guerra Sino-japonesa (1894-1895)
- Batalla del riu Yalu (1904) - Guerra Russo-Japonesa

La part coreana del riu fou bastament industrialitzada durant el període colonial japonès (1910–1945), i el 1945 gairebé el 20% de la indústria del Japó tenia com a origen Corea. Durant la Guerra de Corea el moviment de tropes de l'ONU sobre el riu va precipitar la intervenció xinesa massiva a tot Dandong. En el curs del conflicte tots els ponts sobre el riu, excepte un, foren destruïts. El pont que romangué fou el Pont de l'Amistat de la Xina i Corea connectant Sinuiju (Corea del Nord) i a Dandong (Xina). Durant la guerra, la vall que envolta l'extrem occidental del riu també va esdevenir el punt focal d'una sèrie de duels èpics de la superioritat aèria sobre Corea del Nord, guanyant-se el sobrenom de "MiG Alley" en referència als combatents de vol de MiG-15 dels combinats Corea del Nord, la Xina, i les forces soviètiques.
Des de principis de 1990, el riu ha estat sovint travessat per nord-coreans que fugen a la Xina en contra de la política governamental.

## Economia
El riu és important com a font d'energia hidroelèctrica i té una de les preses més grans d'Àsia, a Sup'ung Rodongjagu, de 100 m d'alçada i més de 850 m de longitud, situada aigües amunt de Sinuiju, Corea del Nord. La represa ha creat un llac artificial sobre una part del riu, anomenada Llac Sapung. A més, el riu es fa servir com a via per al transport, en particular de la fusta procedent dels boscos de les seves ribes. El riu proporciona peix per a la població local.